# Eduardo Federik
Eduardo Jacinto Federik Borgobello (Paraná, 14 de octubre de 1923 - Buenos Aires, 10 de julio de 2008) fue un Comodoro de la Fuerza Aérea Argentina. Gobernador de facto de la provincia de San Luis desde el 28 de junio al 27 de julio de 1966.

## Biografía
El Comodoro Federik nació en Paraná, capital de la provincia de Entre Ríos. Comenzó su carrera militar como cadete el 1 de marzo de 1938, en la Escuela de Aviación Militar, egresando como oficial el 23 de diciembre de 1941. Su promoción de egreso fue la 18.º. Se desempeñó en distintas tareas en la Argentina y en el exterior.
Fue parte del núcleo de las fuerzas armadas opositoras al gobierno, quienes planeaban derrocar al General Juan Domingo Perón. El golpe militar se hizo efectivo con el nombre de Revolución Libertadora, entre el 16 y el 23 de septiembre de 1955, día este último en que el jefe de la insurrección juró con el título de «presidente», a la vez que disolvió el Congreso. Años más tarde fue nuevamente partícipe de un nuevo golpe militar para derrocar al presidente Arturo Illia, quienes a nivel nacional se designa presidente a Juan Carlos Onganía, quien no manejaba nada de política, ni siquiera quienes lo acompañaban en el gobierno, ya que se trataba más bien de gente relacionada con empresas, de tendencia nacionalista y conservadora. Federik fue designado por el presidente de turno para intervenir y asumir la gobernación de la provincia de San Luis derrocando al gobernador Santiago Besso, para instaurar el nuevo régimen, esta vez no solo proscribiendo al peronismo sino también eliminando toda idea de política, como así también a quienes la sostengan.

## Gobierno
Al asumir suprimió a la prensa, intervino los tres poderes provinciales como los centros universitarios y de estudios. Suprimió a los partidos políticos que no estaban con el régimen y como en todos los golpes militares encarcelaron a los exfuncionarios inventándoles causas penales. Incentivó la inversión extranjera y privada. Autorizó la venta de grandes extensiones de tierras a los extranjeros (limitado en el peronismo), derogó los impuestos provinciales a las empresas privadas para no entorpecer a las inversiones.